# Film Music Journal
Das Film Music Journal ist ein Online-Magazin zu Filmmusik in deutscher Sprache aus der Schweiz. Redaktor ist Philippe Blumenthal. Die Autoren stammen aus der Schweiz und Deutschland.

## Geschichte
Das Magazin wurde 1993 in der Schweiz von der Swiss Film Music Society als deren „offizielles Organ“ und Fanzine mit der Idee gegründet, regelmässig in deutscher Sprache auf Tonträger erscheinende Filmmusik zu rezensieren.
Zunächst erschien ein gedruckter Newsletter und kurz darauf kam das erste gedruckte Heft unter dem Titel The Film Music Journal heraus, das zu dieser Zeit noch in Handarbeit im Copyshop hergestellt wurde. Aktive Filmmusikfans unterstützten das Magazin nach und nach als Autoren und Abonnenten. Hunderte CD-Rezensionen wurden geschrieben und Interviews mit Filmkomponisten wie Bruce Broughton, Robert Folk, David Arnold, Maurice Jarre, John Barry, Elliot Goldenthal, Michael Kamen, Éric Serra und James Newton Howard veröffentlicht.
Alljährlich wurde die Filmmusik des Jahres mit dem „Score of the Year Award“ ausgezeichnet, beispielsweise 1992 Basic Instinct von Jerry Goldsmith, 2003 The Lord of the Rings: The Return of the King von Howard Shore und 2005 Memoirs of a Geisha von John Williams.
2005 wurden die Abonnenten vom deutschen Magazin für Filmmusik Cinema Musica übernommen, das gedruckte Medium wurde eingestellt.

## Neubeginn als Online-Magazin
2009 erfolgte ein Neubeginn als nicht-kommerzielles Online-Magazin mit den einstigen Autoren des gedruckten Magazins. Hier wurden nun auch auf DVD und Blu-ray erschienene Filme besprochen und Bestenlisten eingeführt, beispielsweise „Die besten Filmmusiken zu Halloween“ und die jährliche Autoren-Top-Ten-Liste. In Filmmusik – Ein alternatives Kompendium ist das Film Music Journal im Jahr 2018 als Filmmusik-Website gelistet.
Stand Januar 2022 sind nach eigenen Angaben über 1000 CD-Rezensionen in den Rubriken „Aktuelle Filmmusik“, „Golden Age“ und „Kurz und knapp“ verfügbar. Derzeit werden zum Teil Rezensionen aus den alten Printmagazinen in die Seite inkludiert.